# Vorschenborg
Vorschenborg is een voormalig domein gelegen in de woonwijk Tervuursesteenweg, ook wel Coloma wijk genoemd, te Mechelen in België.

## Geschiedenis
Vorschenborg (ook Vorschenborgh) is doorheen de eeuwen de aanduiding van een moerasgebied ten zuiden van Mechelen dat gedurende vijf eeuwen eigendom was van de Berthouts, Heren van Grimbergen en van Mechelen.

### Buskruit
In het gebied bevonden zich sinds de 16e eeuw een aantal molens, waaronder een poedermolen in de Poedermolenstraat voor buskruit. Omdat Mechelen een garnizoensstad was, waren er (naast buskruit en poedermolens) enkele kanongieterijen in de Oude Brusselstraat.
Eén van de stadspoorten in Mechelen, genaamd de Zandpoort, lag in de buurt van Vorschenborg. Hier werd geregeld buskruit uit Vorschenborg in opgeslagen. Door een blikseminslag op de Zandpoort, werd Mechelen op 6 augustus 1546 voor een groot deel verwoest en verloor het langzaam zijn grandeur van hoofdstad der Bourgondische Nederlanden. Gedurende een korte periode in de 15e en 16e eeuw werden de Nederlanden vanuit Mechelen geregeerd, en vervulde de stad de functie van bestuurlijke hoofdstad van de Nederlanden (ingesteld door Margaretha van Oostenrijk). Het hof van landvoogdes Maria van Hongarije en de plaatselijke adel vertrok naar Brussel.
In 1567 ontplofte een van de kruitmolens op domein Vorschenborg zelf. Dit ongeval had veel minder erge gevolgen omdat de molen buiten de stad gelegen was.

### Coloma
Na een tweede ramp raakte het domein in verval. Vanaf 1610 werd het verhuurd en omgevormd tot lusthof.
Aan het begin van de 18e eeuw was het domein in handen van een kloosterorde. Bij de aanleg van de Leuvense vaart in de jaren 1750 werd een groot deel van het domein onteigend. De edelman Ernest Coloma, baron van Sint-Pieters-Leeuw, kocht het domein aan in 1786. Hij gebruikte het "domein Coloma" als lusthof. In 1846 kocht de Aalsterse congregatie van de Dames de Marie het domein. Het kasteel werd gesloopt, op het domein een katholieke meisjesschool ingericht. Deze school zou uitgroeien tot campus Coloma van de middelbare school Colomaplus.

### Brusselsesteenweg versus Tervuursesteenweg.
De huidige steenweg naar Brussel in Mechelen is genaamd Nieuwe Brusselsesteenweg. Deze loopt via Zemst, Eppegem en Vilvoorde naar Brussel. De originele en oude Brusselsesteenweg - naam werd zo vermeld op oude kaarten - liep door Vorschenborg richting Hofstade, Elewijt, Peutie en Tervuren. Deze weg was een verlengstuk van de Oude Brusselstraat in Mechelen waar de originele Brusselpoort bevond (de huidige Brusselpoort was de Opperste Poort). Vandaag staat de Oude Brusselsesteenweg bekend als Tervuursesteenweg.